# Leicoma
Leicoma ist eine Schweinerasse, die ursprünglich in der DDR gezüchtet wurde. Der Name leitet sich aus den drei DDR-Bezirken Leipzig, Cottbus und Magdeburg ab, in denen die hauptsächlichen Zuchtbetriebe des VVB Tierzucht lagen.

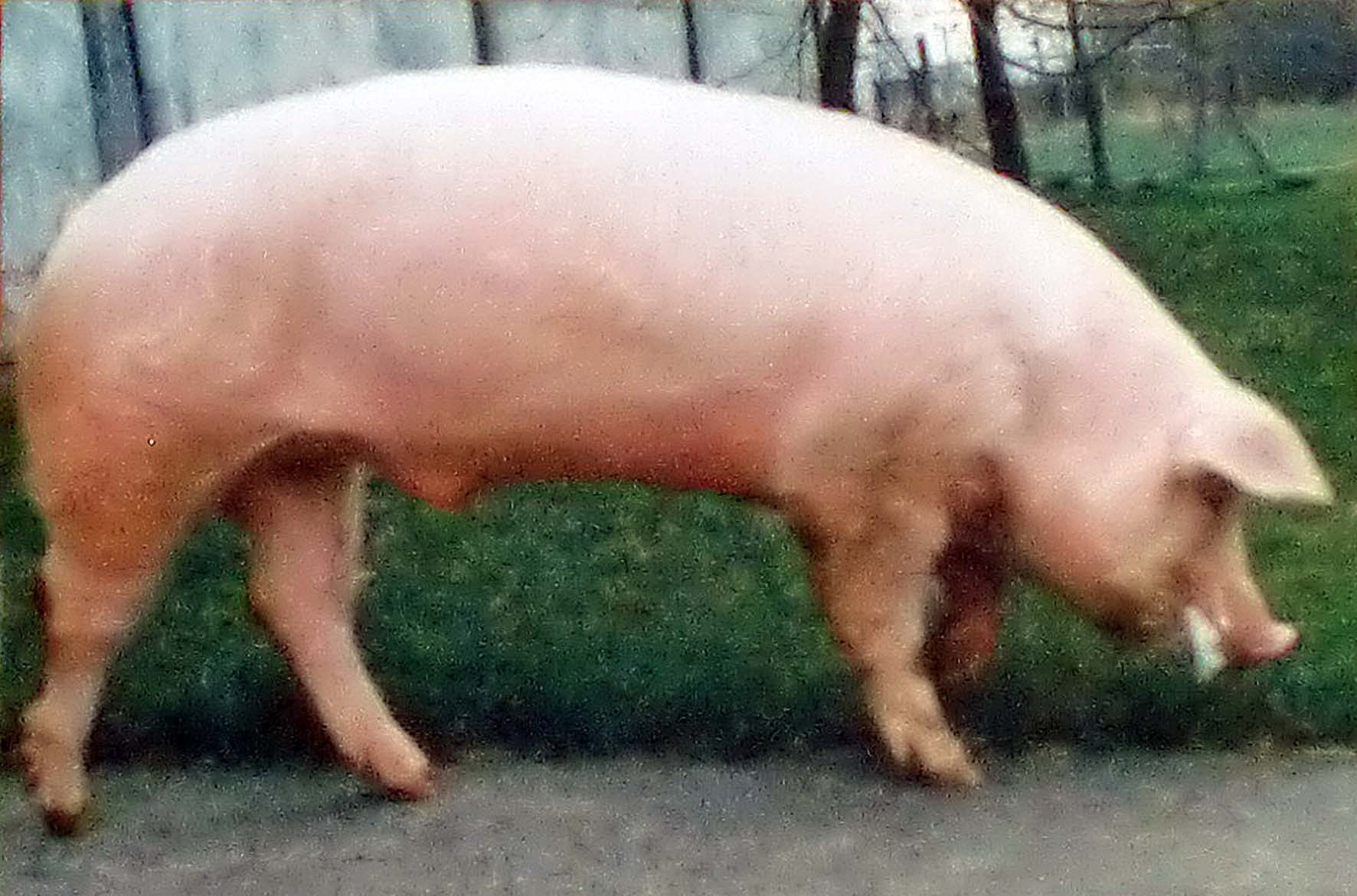
LC-Eber Siegel B 30083 aus der AG Bornum (Sachsen-Anhalt), 1991

## Geschichte
Die Ausgangsrassen-Anteile setzen sich zu 44 Prozent aus der Deutschen Landrasse und der Niederländischen Landrasse, zu 46 Prozent aus Duroc, zu sechs Prozent aus dem Estnischen Speckschwein und zu fünf Prozent aus dem Deutschen Sattelschwein zusammen.
Die Neuzüchtung (Synthetische Linie) wurde im Rahmen des DDR-Hybridzuchtprogramms von der Arbeitsgruppe Neuzüchtung (Leiter: Gunther Nitzsche) des WTZ Ruhlsdorf konzipiert und bis zur Anerkennung 1986 wissenschaftlich begleitet.
In der ersten Züchtungsetappe (1971–1975) wurden die Rassen Deutsches Sattelschwein (DS), Niederländische Landrasse (NL) und Estnische Baconrasse (EB) kombiniert. Durch die Rassen DS und EB wurde die Grundlage für eine hohe Fruchtbarkeit und Umweltstabilität gelegt. In der zweiten Züchtungsetappe ab 1976 wurden die Rassen Duroc (DU) und Deutsche Landrasse (DL) einbezogen und die Wachstumsintensität und Fleischfülle verbessert. In der weiteren Insich-Züchtung wurde mit hoher Intensität selektiert.
Die aus der Linie 250 hervorgegangene Rasse diente als Mutterrasse in der Rotationskreuzung mit dem Deutschen Edelschwein und der Deutschen Landrasse. Eine Dreirassenkreuzung wurde mit dem Deutschen Edelschwein und der Schwerfurter Fleischrasse zur Erzeugung von Mastferkeln genutzt. Die Wirksamkeit im Hybridzuchtprogramm der DDR fand ihren Ausdruck in der Bereitstellung von 19 % der verkauften Spermaportionen. 1985 waren 4000 Herdbuchsauen eingetragen. Die Linie 250 war von Beginn an die fruchtbarste Mutterlinie. Besondere Vorteile besitzt sie in der Fleischqualität. Der intramuskuläre Fettgehalt ist mit 1,7–1,8 % nach Duroc am günstigsten.
Die Rasse wird noch in den Zuchtverbänden  Mitteldeutschlands und Baden-Württembergs gezüchtet und in der Dreirassen- sowie in Einfachkreuzung mit Pi-Ebern verwendet. Seit 2006 ist sie als Mutterrasse im Zuchtverband von Baden-Württemberg an einem eigenen Qualitätsprogramm beteiligt.

## Gefährdung
Die Gesellschaft zur Erhaltung alter und gefährdeter Haustierrassen (GEH) hat diese Rasse in die Kategorie I (extrem gefährdet) der Roten Liste (Stand 2022) eingestuft. Sie hat auch einen Betreuer dieser Rasse berufen.